# Bruno Poet
Bruno Poet (geboren in Wimbledon) ist ein britischer Lichtdesigner, der für Theater-, Opern- und Konzertbühnen arbeitet.

## Leben und Werk
Poet hat an den bedeutendsten Sprechtheaterbühnen Großbritanniens gearbeitet, darunter die Royal Shakespeare Company, das National Theatre und das Old Vic Theatre. Seine Arbeiten wurden mehrfach ausgezeichnet. In der Oper arbeitet er regelmäßig mit den Regisseuren Daniel Slater, Thaddeus Strassberger und Olivia Fuchs zusammen. Seit mehreren Jahren ist er regelmäßig an den Opernhäusern von Garsington, Leeds, Kopenhagen und Oslo tätig, hat aber auch Verpflichtungen am Royal Opera House Covent Garden in London, bei den Salzburger Festspielen und im Theater an der Wien, sowie an zahlreichen weiteren Opernbühnen Europas, Australiens und Neuseelands.
Bruno Poet kreierte 2010 das Lichtdesign für die Jónsi World Tour des isländischen Gitarristen und Sänger Jón Þór Birgisson und im Sommer 2012 auch für eine Tour von Jónsis Band Sigur Rós.

## Wesentliche Opernproduktionen
- 2008 Partenope, Königliches Opernhaus Kopenhagen
- 2008 Eine florentinische Tragödie und Gianni Schicchi, Athen
- 2009 I puritani, De Nederlandse Opera Amsterdam, danach in Athen und Genève
- 2009 Il trovatore, Las Palmas, danach in Palermo und Bologna
- 2009 Peter Grimes, Grand Théâtre de Genève
- 2009 Al gran sole carico d’amore, Salzburger Festspiele, danach Staatsoper Unter den Linden Berlin
- 2009 L’arbore di Diana, Gran Teatre del Liceu Barcelona, danach Madrid und Montpellier
- 2010 Rusalka, Leeds
- 2010 Le nozze di Figaro, Opernhaus Oslo
- 2010 Das Portrait, Bregenzer Festspiele, danach in Kaiserslautern
- 2010 Macbeth, Auckland
- 2011 Z Mrtvého Domu, Leeds
- 2011 Cavalleria rusticana und Pagliacci, Kopenhagen und Oslo
- 2012 Věc Makropulos, Leeds
- 2012 I due Foscari, Los Angeles Opera, danach Palau de les Arts Reina Sofía Valencia, Theater an der Wien und Royal Opera House Covent Garden London
- 2013 A Midsummer Night's Dream, Scottish Opera Glasgow
- 2013  Béatrice et Bénédict, Theater an der Wien
- 2022  Nabucco, Oper im Steinbruch St. Margarethen

## Auszeichnungen
- 2007 Green Room Award für Rusalka am Sydney Opera House
- 2011 Knight of Illumination Award für Frankenstein am National Theatre London
- 2012 Olivier Award für Bestes Lichtdesign, ebenfalls für Frankenstein